# Iraq Study Group
The Iraq Study Group (ISG), în română Grupul de studiu Irak, cunoscut și sub numele de Comisia Baker-Hamilton, conform Baker-Hamilton Commission, sau doar Comisia Baker, a fost o comisie de zece persoane reprezentând ambele partide politice majore ale Statelor Unite (Republican și Democrat) numită de Congresul SUA în ziua de 15 martie 2006, care a fost desemnată să analizeze situația din Irak și să facă recomandări de schimbare a strategiei privitoare la situația complexă post-război.  Constituirea acestei comisii a fost prima dată propusă de republicanul Frank Wolf, reprezentativ de Virginia.
Publicarea concluziilor și recomandărilor comisiei Iraq Study Group a fost realizată cu ajutorul Institutului de pace al SUA (conform United States Institute of Peace Arhivat în 9 iunie 2020, la Wayback Machine.), care a publicat raportul final pe website-ul acestuia la 6 decembrie 2006. 

## Membri

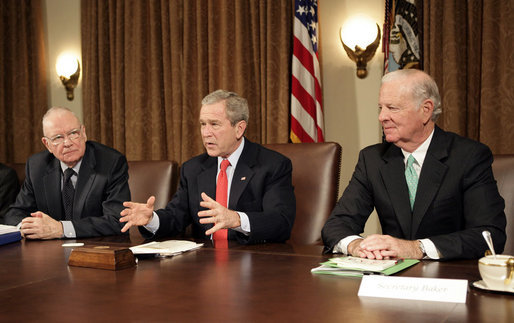
Lee Hamilton (stânga) și James Baker (dreapta) prezentând Raportul Comisiei Iraq Study Group președintelui George W. Bush în ziua de 6 decembrie 2006.

Comisia Iraq Study Group a fost condusă de co-președinții James Baker, fost secretar de stat (membru al Partidului Republican), și Lee Hamilton, fost membru al Camerei Reprezentanților și (membru al Partidului Democrat). 

### Republicani
Alături de James Baker, următorii membri ai Partidului Republican au făcut parte din comisie: 
- Sandra Day O'Connor, fostă membră a Curții Supremă de Justiție
- Lawrence Eagleburger, fost secretar de stat
- Edwin Meese III, fost procuror general
- Alan K. Simpson, fost senator din Wyoming

### Democrați
Alături de Lee Hamilton, următorii membri ai Partidului Democrat au făcut parte din comisie: 
- Vernon Jordan, Jr., om de afaceri
- Leon E. Panetta, fost Șef al personalului al The White House
- William J. Perry, fost secretar al apărării
- Charles S. Robb, fost guvernator din Virginia

## Fonduri și suport
Munca comitetului a fost intermediată de Institutul de Pace al SUA și susținută logistic și material de Centrul pentru studii strategice și internaționale (CSIS), Centrul pentru studii al Președinției (CSP), respectiv de Institutul James A. Baker III pentru strategii publice.  Se estimează că studiul efectuat de grup va fi finanțat de Congres cu o sumă de aproximativ 1,3 milioane dolari americani.